# Gemifloxacina
La  gemifloxacina è un antibiotico a largo spettro che appartiene alla classe dei chinoloni di quarta generazione. Il composto viene utilizzato nel trattamento delle riacutizzazioni delle broncopneumopatie croniche ostruttive e nei soggetti affetti da polmonite.

## Farmacodinamica
Come tutti i chinoloni il composto agisce interrompendo la replicazione delle molecole dell'acido deossiribonucleico nei batteri. Ciò avviene grazie alla inibizione selettiva di due tipi di enzima topoisomerasi, la DNA–girasi (conosciuta anche come topoisomerasi II) e la topoisomerasi IV. Questi due enzimi sono fondamentali per la cellula batterica, regolando i processi di duplicazione, trascrizione e riparazione dell'acido deossiribonucleico (DNA) nei batteri.
La molecola è dotata di un ampio spettro di azione, molto simile a quello di altri composti della stessa classe (ad esempio la ciprofloxacina). Risulta in particolare attiva contro Streptococcus pneumoniae, Haemophilus influenzae, Haemophilus parainfluenzae, Moraxella catarrhalis, Mycoplasma pneumoniae, Chlamydia pneumoniae e Klebsiella pneumoniae.
Per quanto attiene ai germi sopra elencati si segnala che la molecola sembra più attiva, in vitro, di altri fluorchinoloni contro S. pneumoniae, mentre è meno attiva della ciprofloxacina contro molte Enterobacteriacee e Pseudomonas aeruginosa.

## Farmacocinetica
A seguito di somministrazione per via orale la gemifloxacina viene rapidamente assorbita dal tratto gastrointestinale. La concentrazione plasmatica di picco (Cmax) viene raggiunta entro 0,5-2 ore dall'assunzione. 
La contemporanea assunzione di cibo diminuisce la concentrazione di picco dell'antibiotico di circa il 12 %, ma questa riduzione è considerata clinicamente irrilevante.
Nell'organismo il composto si distribuisce in tutti i fluidi e tessuti corporei, in particolare a livello polmonare e dell'albero respiratorio. Il legame con le proteine plasmatiche si aggira intorno al 60-70%.
La gemifloxacina è metabolizzata solo in misura minima a livello della ghiandola epatica e la sua biotrasformazione non sembra coinvolgere gli isoenzimi del citocromo P450. Il composto viene eliminato per il 36% circa attraverso le urine e per il 61% viene escreto nelle feci come farmaco immodificato e metaboliti. L'emivita farmacologica è di circa 7 ore (con un range, variabile da soggetto a soggetto, fra le 4 e le 12 ore).

## Usi clinici
La gemifloxacina è indicata per il trattamento di diverse infezioni causate da germi senisbili, ed in particolare nei soggetti affetti da riacutizzazione di BPCO e polmonite acquisita in comunità (da moderata a grave).

## Effetti collaterali e indesiderati
Nel corso del trattamento con gemifloxacina sono stati segnalati effetti avversi a carico del tratto digerente (dispepsia, nausea, vomito, dolore addominale, diarrea e, raramente, colite pseudomembranosa), dell'apparato cardiovascolare (allungamento dell'intervallo QT, tachiaritmie sopraventricolari, episodi sincopali) e del sistema nervoso (cefalea, vertigine, insonnia). 
Sono stati segnalati anche effetti indesiderati di tipo dermatologico (prurito, orticaria, rash cutaneo, eritema multiforme, ed una certa tendenza all'incremento del tempo di protrombina e dell'INR, con conseguente maggiore facilità a sviluppare emorragie.
Anche la gemifloxacina, così come altri chinoloni, può associarsi a tendinopatia, che infatti è stata segnalata nella fase postmarketing. Le forme più gravi di tendinopatia associate con l'uso di fluorchinoloni consistono nella rottura di tendini, che per la maggior parte dei casi coinvolgono il tendine di Achille.
I fluorochinoloni, e tra questi la gemifloxacina, possono causare artropatia e osteocondrosi in animali giovani e non ancora completamente sviluppati di diverse specie.

## Controindicazioni
La molecola è controindicata nei soggetti con ipersensibilità nota al principio attivo, ad altri fluorchinoloni o molecole chimicamente correlate, oppure ad ogni altro eccipiente contenuto nella formulazione farmaceutica.

## Dosi terapeutiche
Nei soggetti adulti con riesacerbazione acuta batterica di bpco, così come in quelli affetti da polmonite acquisita in comunità (da moderata a severa), il dosaggio generalmente consigliato è pari a 320 mg al giorno, per un periodo di trattamento variabile da 5 a 7 giorni. Nei soggetti affetti da grave insufficienza renale (clearance della creatinina inferiore a 30 ml/min), il dosaggio deve essere prudenzialmente ridotto a 160 mg ogni 24 ore.